# 임청하
임청하(중국어 정체자: 林青霞, 병음: Lín Qīngxiá 린칭샤[*], 광둥어: lam4 Cing1 Haa4 람찡하, 영어: Brigitte Lin, 1954년 11월 3일~ )는 대만 태생의 여성 영화배우이고 음반을 발표한 바 있는 가수이기도 하다. 중국 영화의 아이콘으로 간주된다. 영문명은 Brigitte Lin이고, 다른 이름은 Venus Lin와 Bridget Lin이다.

## 생애
중국어 이름은 Lin Ching Hsia이고 광둥어 이름은 Lam Ching Ha이다. 영어 이름은 Brigitte Lin이다. 그녀의 원적지는 중화인민공화국 산둥성 지난이며 그녀의 부친이 본래 중화인민공화국 산둥성 지난 출생으로 제2차 세계 대전이 종전한 직후에 중화민국 타이베이로 이주하였다가 다시 중화민국 자이로 거주지를 옮겼다. 중화민국 자이 시 태생이며 현재 국적 역시 중화민국이며 아울러 홍콩 영주권을 보유하고 있다.
앞서 거론처럼 그녀는 중화민국 자이에서 출생하였으며 지난날 한때 중화민국 수도 타이베이에서 잠시 유아기를 보낸 적이 있다. 그녀의 데뷔 영화는 송호수 감독의 1973년 중화민국 영화 창외(窓外)이다. 대한민국에서는 2005년에 국내에서 상영되었다.
임청하는 이한상 감독의 금옥양연홍루몽(The Dream Of The Red Chamber)에서 남성역을 맞았다. 이후 도검소, 동방불패에서도 남자 역할을 맡았다. 1988년 성룡의 폴리스 스토리에 출현하여 아시아 권에 널리 이름을 알리게 되었다. 1989년에는 경천대모살(Deception)에 왕조현과 함께 출현하여 좋은 연기 호흡을 보여 주었고, 동방불패 2, 동성서취에서 다시 조우하여 연기하였다.
임청하는 1991년 정소동 감독의 동방불패에 출연하면서 스타가 되었다. 동방불패에서 남자의 몸이지만 무공을 익혀 여자가 된 동방불패로 출연하여, 이연걸, 관지림과 연기 대결을 펼쳤다. 남장으로 분한 임청하의 모습은 신비하였고, 매서운 눈빛에 뚜렷한 이목구비와 강인한 표정은 독창적인 동방불패를 탄생시켰다.
동방불패 이후, 임청하는 신용문객잔, 절대쌍교, 백발마녀전, 녹정기2, 도마단, 천룡팔부, 추남자등 출연하여 전성기를 맞았고, 왕자웨이 감독의 영화 중경삼림과 동사서독에 출연하면서 북아메리카와 유럽에도 이름이 알려졌다. 임청하는 1995년 이후 영화에는 출연하지 않았으며, 몇몇 영화의 나레이션에 참여하였다.
임청하는 2010년 왕가위 감독의 일대종사로 스크린에 복귀한다는 소문이 있었으나 나오지 않았다.

## 출연작
- 1973년 창외 (Outside The Winodow / 窓外 / 송호수) : 호기, 진한, 장리인
- 1974년 장정만루 (Long Way From Home / 長情萬縷) : 친샹린(진상림)
- 1974년 여붕우 (Girl Friend / 女朋友 / 백경서) : 석봉, 샤오팡팡(소방방), 친샹린(진상림), 하령령
- 1974년 순순적애 (Love, Love, Love / 純純的愛 ) : 친샹린(진상림)
- 1975년 팔백장사 (Eight Hundred Heroes / 八百壯士) : 서풍, 장애가
- 1976년 추가 (The Autumn Love Song / 秋歌) : 친샹린(진상림)
- 1976년 아시일편운 (Cloud Of Romanc / 我是一片雲) : 친샹린(진상림), 진한
- 1976년 아시일사구 (Come Fly With Me / 我是一沙鷗) : 친샹린(진상림)
- 1977년 금옥양연홍루몽(The Dream Of The Red Chamber / 金玉良緣紅樓夢 / 이한상) : 장애가, 혜영홍, 미설
- 1977년 분향채홍 (The Love Affair Of Rainbow / 奔向彩虹) : 친샹린(진상림)
- 1978년 월몽롱조몽롱 (Misty Moon / 月朦朧鳥朦朧) : 친샹린(진상림), 진한, 마영림
- 1978년 백사전 (한국 작품 / 이한상, 최동준) : 이예성, 진지민, 친샹린(진상림)
- 1979년 일편정심 (The Choice Of Love / 一片情深) : 친샹린(진상림), 장영진
- 1979년 안아재림초 (Wild Goose On The Wing / 雁兒在林梢 / 유립립) : 운중악, 유문정, 여수능
- 1980년 연애반두성 (Poor Chasers / 戀愛反斗星 / 백경서) : 귀아뢰, 진추하, 진한, 알란 탐
- 1981년 애살 (Love Massacre, 愛殺 / 담가명) : 장국주, 엽덕한, 용강, Tina Lau, 안휘, 친샹린(진상림)
- 1982년 무림쌍절 (Demon Fighter / 武林雙絶 / 장봉익) : 정소추
- 1982년 지분기병 (The Deadly Angels / 脂粉奇兵 / 구양준, 양수신) : 양혜산, 가준웅, 이소비, 양수신, 허불료
- 1983년 열혈전사 (Golden Queen's Commando / 紅粉兵團 / 주연평) : 엽청문, 이새봉
- 1983년 아애야래향 (All The Wrong Spies / 我愛夜來香 / 태적라빈) : 임자상, 서극, 진패
- 1983년 촉산 (Zu Warriors From The Magic Mountain / 蜀山 / 서극) : 원표, 맹해
- 1984년 강호영웅 (Last Hero In China, Be Careful Sweetheart / 江湖英雄 / 구양준) : 정소추
- 1984년 지분쌍포 (Phoenix The Raider / 脂粉雙炮 / 구양준) : 양혜산, 이소비
- 1984년 대복성 (Great Luckey Star, Fantasy Mission Force / 大福星 / 성룡) : 성룡, 정소추
- 1984년 군자호구 (The Other Side Of Gentleman / 君子好逑 / 임영동) : 알란탐
- 1985년 늑대 7 (Seven Foxes / 주연평) : 탁종화, 왕걸
- 1985년 폴리스 스토리 (Police Story / 警察故事 / 성룡) : 성룡, 장만옥
- 1987년 횡재삼천만 (The Thirty Million Rush / 橫材三千萬 / 맥가) : 맥가, 서소봉
- 1987년 탈명가인, 비창 (Lady In Black / 奪命佳人 / 손중) : 양가휘
- 1987년 봉화가인, 기기표표 (Flag Of Honor / 烽火佳人 / 정선새) : 여수릉, 하문석, 가준웅
- 1988년 금야성광찬란 (Tonight's Starlight Is Splendid / 今夜星光燦爛 / 허안화) : 임자상, 슈치에, 오요한, 곽지동
- 1988년 도검소 (The Three Swordsman / 刀劍笑 / 황태래) : 유덕화, 양사호
- 1989년 경천대모살 (Deception / 驚魂記 / 종지명) : 왕조현, 왕소봉, 이자웅
- 1989년 몽중인 (Dream Lovers / 夢中人 / 구정평) : 주윤발, 양설의, 금연령, 관산
- 1990년 홍진 (Red Dust / 傷傷紅塵 / 엄호) : 진한, 장만옥, 고요화
- 1992년 녹정기 (Royal Tramp / 鹿鼎記 / 왕정, 정소동) : 주성치, 장민, 이가흔
- 1992년 동방불패 (Swordsman 2 / 笑傲江湖 之 東方不敗 / 정소동) : 이연걸, 관지림, 이가흔, 임세관
- 1992년 신용문객잔 (Dragon Inn 新龍門客棧 / 이혜민) : 양가휘, 장만옥, 견자단, 웅흔흔
- 1992년 절대쌍교 (Handsome Siblings / 絶代雙驕 / 증지위) : 유덕화, 장민, 오진우, 원영의
- 1993년 백발마녀전 (The Bride With White Hair / 白髮魔女傳 / 우인태) : 장국영, 오진우, 고웅, 남결영
- 1993년 동성서취 (The Eagle Shooting Heroes / 射英雄傳之東成西就 / 유진위) : 왕조현, 장만옥, 장국영, 양조위, 유가령
- 1993년 녹정기 2 : 신룡교 (Royal Tramp 2 / 鹿鼎記 2 : 神龍敎 / 왕정, 정소동) : 주성치, 장민, 구숙정, 진백상
- 1993년 동방불패 2 풍운재기 (Swordsman 3 / 東方不敗 3 : 風雲再起 / 이혜민, 정소동) : 왕조현, 우영광, 원결영
- 1993년 도마단 (Peking Opera Blues, 刀馬旦 / 서극) : 엽청문, 종초홍, 우마, 반항생
- 1993년 추남자 (Boys Are Easy / 追男仔 / 왕정) : 오요한, 양가휘, 장만옥, 구숙정
- 1993년 백발마녀전 2 (The Bride With White Hair 2 / 白髮魔女傳 / 호대위, 우인태) : 장국영, 종려시, 진금홍 - 마녀 연애상 역
- 1993년 초류향 (楚留香 / 고룡) : 정소추
- 1994년 천룡팔부 (Dragon Chronicles / 天龍八部 之 天山童 / 전영강) : 공리, 장민, 임문룡, 서소강, 요계지
- 1994년 육지금마 (Deadful Melody / 六指琴摩 / 오면근) : 원표, 유가령
- 1994년 화룡풍운 (Fire Dragon / 火雲傳奇 / 원화평) : 막소총, 오군여
- 1994년 흑표천하 (The Black Panther Warriors / 黑豹天下 / 곽요량) : 등광영, 임달화, 양가휘, 장위건
- 1994년 중경삼림 (Chungking Express / 重慶森林 / 왕가위) : 양조위, 가네시로 다케시, 왕페이(왕비), 주가령 - 노랑머리 마약밀매 중계자 역
- 1995년 동사서독 (Ashes of Time / 東邪西毒 / 왕가위) : 장국영, 장만옥, 양조위, 양가휘
- 1998년 미소년지련 (Bishonen / 美少年之戀 / 양범) : 오언조, 풍덕륜, 서기
- 2001년 유원경몽 (Peony Pavilion / 遊園驚夢 / 양범) : 왕조현, 미야자와 리에, 오언조
- 2008년 동사서독 리덕스 (Ashes Of Time Redux / 왕가위) : 장학우, 장국영, 장만옥

## 관련 인물
- 왕조현
- 장국영
- 장만옥
- 친샹린(진상림)
- 양가휘
- 이연걸
- 관지림
- 공리
- 성룡

## 관련 출판물
- The Last Star of the East: Brigitte Lin Ching Hsia and Her Films (2005)[3]
- 窗裏窗外 Inside and outside the window (2011)[4][5]
- 雲去雲來 Cloud Goes, Cloud Comes (2014)[4]